# Gina Yangali
Gina Geraldine Yangali Ponze (Lima, 9 de mayo de 1992) es una actriz, cantante y profesora de teatro peruana. Dentro de sus participaciones en el cine, la televisión y teatro, es reconocida principalmente por su papel estelar de Tristana Machuca en la teleserie cómica De vuelta al barrio.

## Primeros años
Gina Geraldine Yangali Ponze nace en la capital peruana Lima el 9 de mayo de 1992, proveniente de una familia de clase media. 
Tras acabar la secundaria, comenzó a estudiar la carrera de artes escénicas en la Pontificia Universidad Católica del Perú, para luego, mudarse temporalmente a España para sumarse a la Universidad Internacional de La Rioja, donde desarrolló sus estudios de dirección escénica.[cita requerida]

## Trayectoria
Yangali comenzó su carrera artística a los 14 años, participando en la adaptación local de la obra Jesucristo Superstar con la colaboración de Preludio Asociación Cultural, dirigido por Denisse Dibós. En sus inicios participó en diferentes proyectos teatrales como rol secundario, siendo entre ellas, La chica de la torre de marfil en 2013, que fue dirigida por el actor Sergio Galliani. Además, Yangali compitió en el programa concurso Rojo fama contrafama en la categoría de canto, sin éxito.
El progreso de su carrera actoral se dio a partir de 2017, cuando se sumó a la película cómica Una comedia macabra como la Mesera.[cita requerida] Además fue presentada como la conductora del programa educativo Aprendo en casa por la televisora TV Perú en 2020.[cita requerida]
Fue incluida por la productora Michelle Alexander al reparto de la telenovela musical Ojitos hechiceros, donde interpretó a Nataly Gavilán[cita requerida], para luego, en 2019 alcanzar la fama con su papel de Tristana Machuca en la serie de televisión De vuelta al barrio, quién sería la empleada de la casa de doña Amanda (interpretada por la primera actriz Teddy Guzmán) y media hermana de Susana Chafloque (Magdyel Ugaz).
En el rubro del teatro, Yangali protagonizó con Stefano Tosso la obra Lavar, peinar y enterrar en 2019, y dirigió el proyecto bajo el nombre de Con la ayuda de Dios; incluyendo su participación en el musical Las chicas del 4to C en 2022, la cual protagonizó con Yiddá Eslava, Natalia Salas y Patricia Barreto. Obtuvo el rol protagónico con la obra cómica Una loca Navidad al lado de Christian Ysla, que fue estrenado en el Teatro La Plaza y el musical Té de tías  junto a Anahí de Cárdenas. Además, participó en la obra escrita por José Mauro de Vasconcelos, Mi planta de naranja lima en 2018.
Participó en la voz de doblaje con la película Las posiciones de Tess en el 2016 como Lucy, además de otras cintas como Academia de espías y La batalla de los espíritus.[cita requerida] En 2023, obtuvo el protagónico en la película animada Una aventura gigante, interpretando a Sebastián y compartió escena junto a Merly Morello.
Debuta como cantante lanzando su primer sencillo titulado Somos, desempeñándose en el género de la cumbia peruana. Además lanzó su propio concierto bajo el nombre de Contando cantando en 2014, que fue realizado en Barranco. También colaboró con la banda sonora de la teleserie De vuelta al barrio por varias ocasiones. 
Yangali protagonizó con Cielo Torres y Daniela Camaiora la obra de teatro Las postulantes en el año 2022, además de haber realizado giras por ciudades del Perú con el elenco, siendo Lima y Chiclayo entre ellos. Protagoniza con Tati Alcántara la obra de teatro Mamá está más chiquita, interpretando a Clara en el año 2023.En ese mismo año, dirige la otra producción teatral Feliz cumpleaños doña Zoila, contando con Attilia Boschetti como protagonista de la ficción.
En el año 2024, participó en la teleserie Al fondo hay sitio bajo el personaje de Marjorie Manrique, una millonaria quién conoce a Joel Gonzáles, proponiéndolo trabajar para ella.

## Filmografía

### Cine
| Año  | Título                                       | Rol            | Notas                            | Ref.             |
| ---- | -------------------------------------------- | -------------- | -------------------------------- | ---------------- |
| 2014 | Mortadelo y Filemón contra Jimmy el Cachondo | Anciana        | Voz de doblaje                   | [cita requerida] |
| 2016 | Las posiciones de Tess                       | Lucy           | Voz de doblaje                   | [cita requerida] |
| 2016 | Academia de espías                           | Megan Walsh    | Voz de doblaje                   | [cita requerida] |
| 2017 | Una comedia macabra                          | Mesera         | Rol principal                    |                  |
| 2019 | Rapto                                        | Alumna Roca    | Rol principal                    | [ 15 ]           |
| 2023 | Una aventura gigante                         | Sebastián      | Rol protagónico (Voz de doblaje) | [ 8 ]            |
| 2024 | Chabuca                                      | Miluska Jacome | Rol principal                    | [cita requerida] |

### Televisión
| Año       | Título                      | Rol                                                    | Notas                           | Emisión            | Ref.             |
| --------- | --------------------------- | ------------------------------------------------------ | ------------------------------- | ------------------ | ---------------- |
| 2013      | Rojo fama contrafama        | Ella misma                                             | Participante (Cuarta eliminada) | Latina Televisión  | [ 16 ] [ 17 ]    |
| 2018      | Colorina                    | Socorro «Help»                                         | Rol principal                   | América Televisión |                  |
| 2018      | Madre por siempre, Colorina | Socorro «Help»                                         | Rol principal                   | América Televisión |                  |
| 2018      | Ojitos hechiceros           | Nataly Gavilán Morales                                 | Rol principal                   | América Televisión | [ 1 ] [ 18 ]     |
| 2019      | Ojitos hechiceros           | Nataly Gavilán Morales                                 | Rol de invitada especial        | América Televisión | [cita requerida] |
| 2017-2020 | Házlo en casa               | Ella misma                                             | Presentadora                    | Canal IPe          | [ 19 ]           |
| 2019-2021 | De vuelta al barrio         | Tristana Alina Machuca Meldedo / «Tristi» / «Tristona» | Rol principal                   | América Televisión | [ 2 ]            |
| 2020-2021 | Aprendo en casa             | Ella misma                                             | Presentadora                    | TV Perú            |                  |
| 2020      | La rosa de Guadalupe Perú   | Gina                                                   | Rol de antagonista principal    | América Televisión | [ 20 ]           |
| 2024      | Al fondo hay sitio          | Marjorie Manrique                                      | Rol recurrente                  | América Televisión |                  |

## Teatro
- Jesucristo Superstar (2006)[1]
- Rent (2010)[cita requerida]
- Amor sin barreras (2011)
- Hairspray (2012)
- La chica de la torre de marfil (2013)[cita requerida]
- Los locos Addams (2013) como Merlina (Rol principal).
- El chico de Oz (2013) como Pullet (Rol coprotagónico).
- Alicia en Frikiland (2015)[cita requerida]
- El té de las 5 (2017)
- Mi planta de naranja lima (2018)[7]
- Cabaret (2018)
- Lavar, planchar y enterrar (2019) como la ladrona de la peluquería Cortacara (Rol protagónico).[3]
- Con la ayuda de Dios (2019) como ella misma (directora general).[cita requerida]
- Las chicas del 4to C (2019, 2022) como Andrea (Rol protagónico).[4]
- Charlie Brown (2019)[cita requerida]
- Té de tías (2020) como Gloria (Rol protagónico).[21]
- Una loca Navidad (2021)[5]
- 6×6: Historias que contar (2021)
- Las postulantes (2022)[11]
- Nací para quererte, el musical (2023)
- Mamá está más chiquita (2023) como Clara (Rol protagónico).[12]
- Feliz cumpleaños doña Zoila (2023) como ella misma (directora general).[13]

## Discografía

### Álbumes
- 2019: Somos

#### Canciones
- «Tu brillas» (2021)
- «Ya no te quiero» (2021)
- «Alma mía» (2020)[22]
- «La talla» (ft. Nico Ponce, Cielo Torres y Melissa Paredes) (2019)
- «Siento (cover)» (ft. Ximena Palomino) (2018)[cita requerida]
- «Si te doy mi vida» (ft. Erick Elera) (2019)[23]
- «Somos» (2019)
- «Adiós amor (cover)» (ft. Melissa Paredes) (2018)
- «Tus letras quedarán» (Tema para la película Japy ending, ft. Lucas Torres) (2013)[24]

### Bandas sonoras
- Ojitos hechiceros
- De vuelta al barrio
- Las chicas del 4to C
- Japy ending